# Austin North
Austin Michael North (Cincinnati, 30 luglio 1996) è un attore statunitense, conosciuto per il ruolo di Logan Watson nella serie Disney Channel Non sono stato io. Ha preso parte anche ad un episodio della serie Disney XD Kickin' It - A colpi di karate, nel ruolo di Ricky Weaver.

## Biografia
Austin è nato a Cincinnati e successivamente la sua famiglia si trasferisce ad Atlanta; ha scoperto il suo talento per la recitazione a 12 anni.
Dopo aver scoperto la passione per la recitazione ha preso parte ad alcuni show come guest star: Kickin' It - A colpi di karate, A.N.T. Farm e See Dad Run.
Austin eccelle nel suonare la batteria e anche negli sport, soprattutto nel basket (che è il suo preferito); ama anche fare surf, snowboard ed è appassionato di auto. Ama trascorrere il tempo con la sua famiglia, gli amici e i suoi cani. Austin vive a Los Angeles con la famiglia.

## Filmografia

### Cinema
- Uno splendido disastro (Beautiful Disaster), regia di Roger Kumble (2023)
- Uno splendido disastro 2 - Il matrimonio (Beautiful Wedding), regia di Roger Kumble (2024)

### Televisione
- Kickin' It - A colpi di karate – serie TV, episodio 1x08 (2011)
- General Hospital – serie TV, episodio 12.497 (2012)
- A.N.T. Farm - Accademia Nuovi Talenti – serie TV, episodio 2x13 (2012)
- See Dad Run – serie TV, episodio 1x16 (2013)
- Non sono stato io – serie TV, 39 episodi (2014-2015)
- Jessie – serie TV, episodio 4x18 (2015)
- Outer Banks – serie TV (2020 - in corso)

## Doppiatori italiani
Nelle versioni in italiano delle opere in cui ha recitato, Austin North è stato doppiato da:
- Federico Campaiola in Uno splendido disastro, Uno splendido disastro 2 - Il matrimonio
- Tommaso Zalone in Kickin' It - A colpi di karate
- Federico Viola in Non sono stato io
- Alessandro Campaiola in Outer Banks